# Tessel
Tessel ist eine französische Gemeinde im Département Calvados in der Region Normandie. Sie gehört zum Arrondissement Bayeux und zum Kanton Thue et Mue. Die Gemeinde hat 248 Einwohner (Stand: 1. Januar 2022), die Tessellois genannt werden.

## Geografie
Tessel liegt etwa 15 Kilometer westsüdwestlich von Caen. Umgeben wird Tessel von den Nachbargemeinden Fontenay-le-Pesnel im Norden, Thue et Mue im Nordosten und Osten, Grainville-sur-Odon im Südosten, Noyers-Bocage im Süden, Vendes im Südwesten und Westen sowie Juvigny-sur-Seulles im Westen.

## Bevölkerungsentwicklung
| 1962                       | 1968 | 1975 | 1982 | 1990 | 1999 | 2006 | 2019 |
| -------------------------- | ---- | ---- | ---- | ---- | ---- | ---- | ---- |
| 170                        | 166  | 189  | 178  | 168  | 173  | 243  | 253  |
| Quellen: Cassini und INSEE |      |      |      |      |      |      |      |

## Sehenswürdigkeiten
- Kirche Saint-Germain aus dem 12. Jahrhundert, Monument historique
- Herrenhaus Brettenville aus dem 17. Jahrhundert
- Britischer Soldatenfriedhof
- Waschhaus

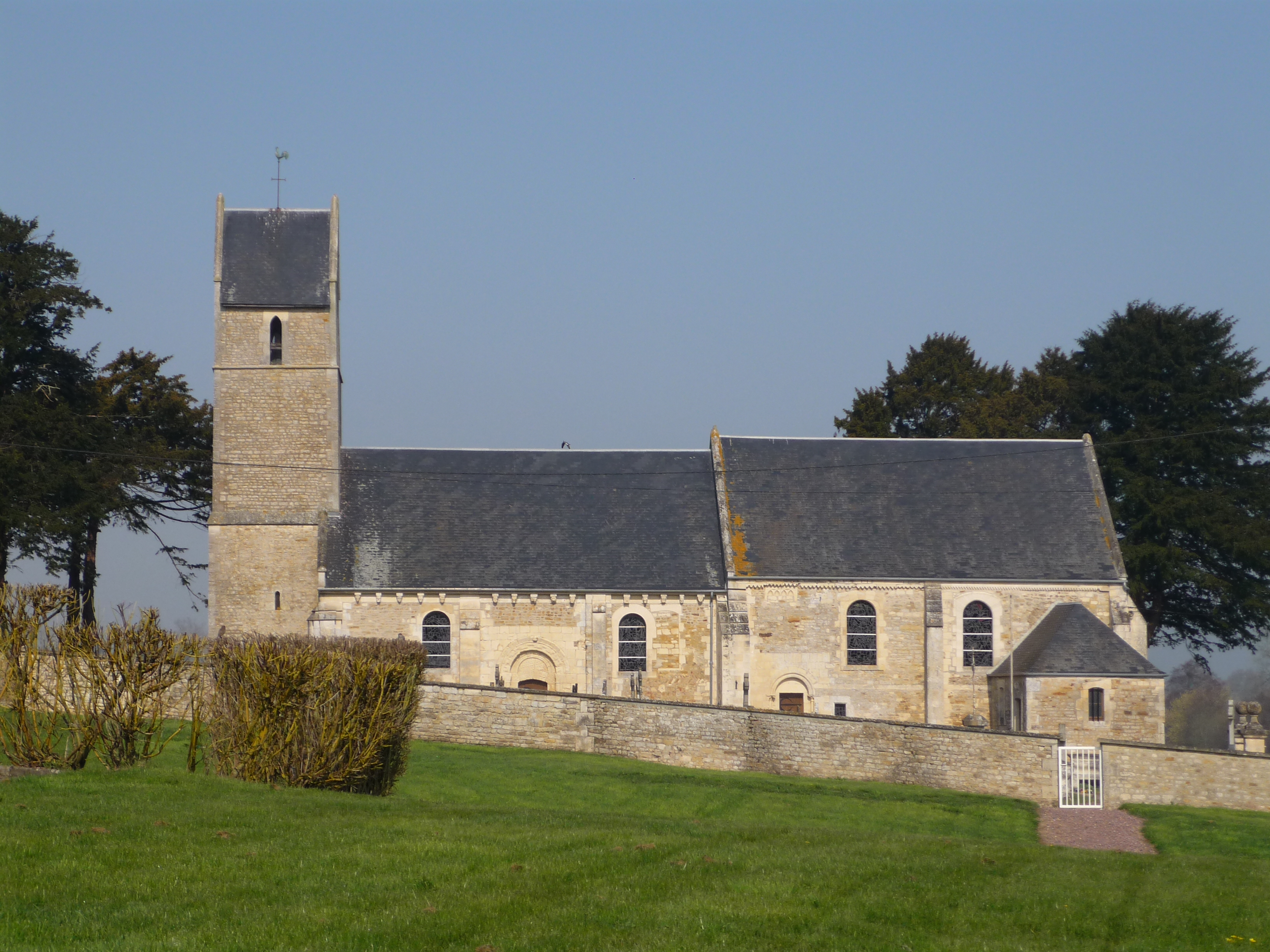
Kirche Saint-Germain
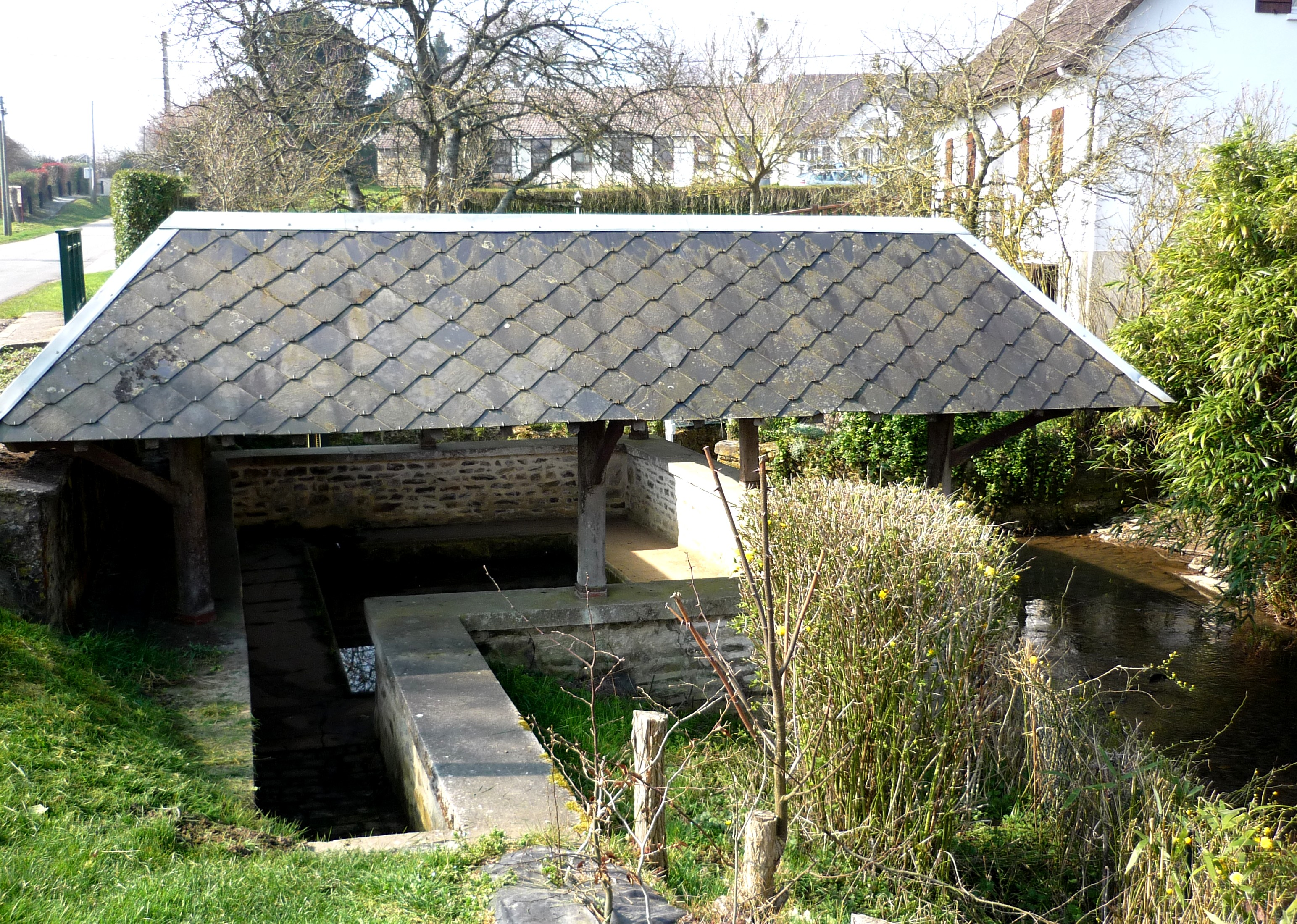
Waschhaus